# Leitfähige Polymere

Strukturausschnitt des konjugierten Polymers Polypyrrol, mit p-Toluolsulfonsäure dotiert und dadurch leitfähig

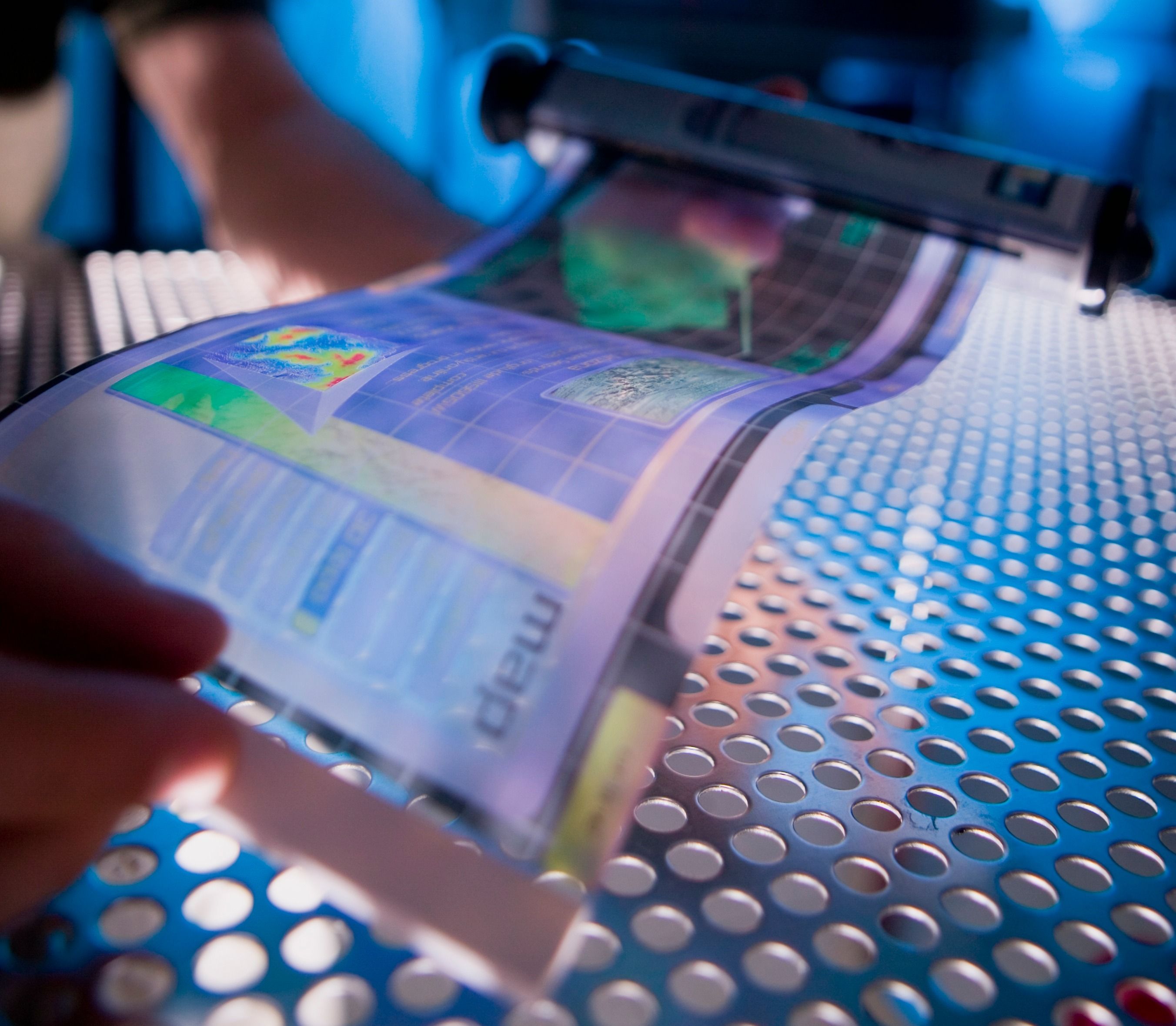
Organische Elektronik - Flexibel biegbares Display auf Basis leitfähiger Polymere

Intrinsisch leitfähige Polymere, auch leitfähige  Polymere genannt, sind Kunststoffe mit einer elektrischen Leitfähigkeit, die vergleichbar mit Metallen ist. Damit stehen sie im Gegensatz zu normalen Polymeren, bei denen es sich um Nichtleiter handelt. Die Leitfähigkeit des Polymers wird durch konjugierte Doppelbindungen erreicht, die eine freie Beweglichkeit von Ladungsträgern im dotierten Zustand ermöglichen. Entgegen den Erwartungen sind die Polymere im reinen Zustand meist nicht leitfähig. Eine Erklärung hierfür liefert das Peierls-Theorem.
Polymere, die nur durch elektrisch leitende Füllstoffe wie beispielsweise Aluminiumflocken oder Ruß leitfähig sind, werden extrinsisch leitende Polymere genannt und sind keine (intrinsisch) leitenden Polymere im eigentlichen Sinne und werden in diesem Artikel nicht behandelt.
Leitfähige Polymere sind Grundwerkstoffe der organischen Elektronik.
Für die Entdeckung leitfähiger Polymere um 1977 erhielten Alan J. Heeger, Alan G. MacDiarmid und Hideki Shirakawa 2000 den Chemie-Nobelpreis.

## Struktur
Die Struktur der selbstleitenden Polymere ist analog wie bei den herkömmlichen Kunststoffen hochgradig ungeordnet. Die meisten intrinsisch leitfähigen Polymere wie Polypyrrol oder auch Polythiophen sind unlöslich in den gängigen Lösungsmitteln, jedoch kann Polyanilin zum Beispiel in N-Methyl-2-pyrrolidon gelöst werden. Die dotierten Spezies der Polymere sind alle nicht thermisch verarbeitbar. Oft weichen die Polymere auch von der idealen chemischen Zusammensetzung ab, da bei der Bildung unerwünschte Nebenreaktionen eintreten können. Die Struktur und damit auch die physikalischen Eigenschaften werden stark von den Synthesebedingungen beeinflusst. Abgesehen vom eingesetzten Monomer wirken sich unter anderem das Lösungsmittel, das Leitsalz und die Oxidationsbedingungen auf die chemische Zusammensetzung und die Morphologie des Polymers aus.

## Elektrische Leitfähigkeit
Die elektrische Leitfähigkeit erfordert frei bewegliche Ladungsträger. Deshalb besitzen elektrisch selbstleitende Polymere ein ausgedehntes π-Elektronensystem in Form konjugierter Doppelbindungen. Als Ladungsträger dienen Defektelektronen. Bei einigen Polymeren, wie Polyacetylen und Poly-p-phenylen, kann auch ein negativ aufgeladenes Polymergerüst erzeugt werden. Als Gegenionen des oxidierten Polymergerüstes dienen Anionen. Fließt ein elektrischer Strom, müssen die Ladungsträger auch von einer Polymerkette auf eine benachbarte überwechseln, sogenanntes Hopping (engl. für ‚springen‘), weil die konjugierten Ketten nur eine endliche Länge haben. Deshalb ergibt sich der Gesamtwiderstand aus der Summe der Widerstände in den Polymerketten und der Widerstände zwischen den Ketten. Den größeren Einfluss auf die elektrische Leitfähigkeit hat der höhere Widerstand zwischen den Ketten. Je kürzer die konjugierten Ketten, desto höher der Widerstand, weil die Ladungsträger öfter zwischen den Ketten übertragen werden müssen. Die elektrische Leitfähigkeit elektrisch selbstleitender Polymere liegt im Bereich von 10−13 bis 103 S·cm−1.

## Oxidation und Reduktion
Im Idealfall kann das Polymergerüst reversibel elektrochemisch oxidiert und reduziert werden. Dadurch kann die Leitfähigkeit vom isolierenden reduzierten Zustand bis zum oxidierten leitfähigen Zustand variiert werden. Durch die Oxidation werden Defektelektronen in die konjugierten Polymerketten injiziert. Anfangs steigt die Leitfähigkeit mit der Zahl der generierten Ladungsträger. Allerdings führt eine Überoxidation zur irreversiblen Zerstörung der Konjugation und damit zum Verlust der elektrischen Leitfähigkeit. Da sich durch die Oxidation die Polymerketten positiv aufladen, werden Anionen zur Ladungskompensation in die Polymerschicht eingelagert. Während der Reduktion werden sie wieder in die Elektrolytlösung zurückgedrängt. Andererseits ist auch die Einlagerung von Kationen zur Wahrung der Ladungsneutralität möglich, insbesondere wenn bei der Synthese sperrige Anionen verwendet wurden, die quasi im Polymer feststecken, beispielsweise Polystyrolsulfonat.
Bei elektrisch selbstleitenden Polymeren wird auch der Begriff „Dotierung“ verwendet. So bezeichnet man die Oxidation als p-Dotierung. Allerdings ist dies nicht mit der klassischen Dotierung anorganischer Halbleiter vergleichbar. Dort werden Fremdatome in vergleichbar geringen Konzentrationen eingebracht. Die Oxidation des Polymergerüstes erzeugt die Ladungsträger hingegen auf direktem Weg und in deutlich höherer Konzentration. Bei dünnen Schichten ist die Farbe des leitfähigen Polymers vom Oxidationszustand abhängig (Elektrochromie).

## Herstellung
Die Präparation elektrisch selbstleitender Polymere kann chemisch, elektrochemisch, photoelektrochemisch oder mit der CVD-Technik (von englisch chemical vapour deposition) ausgeführt werden. Abgesehen von verschiedenen Ausgangsverbindungen, die zur Verfügung stehen, kann durch deren Derivatisierung oder durch die Bildung von Copolymeren ein breites Spektrum von chemischen und physikalischen Eigenschaften erzielt werden. Sehr einfach ist die elektrochemische Abscheidung dünner Schichten durch die Oxidation des monomeren Ausgangsstoffes. Das selbstleitende Polymer entsteht im oxidierten, leitfähigen Zustand. Die positiven Ladungen des Polymergerüstes werden durch die Einlagerung von Anionen des Leitsalzes kompensiert.

## Vertreter elektrisch selbstleitender Polymere
Der Kunststoff Poly-3,4-ethylendioxythiophen (PEDOT, auch PEDT) ist ein Vertreter elektrisch leitfähiger Polymere. Als Gegenion wird dafür häufig Polystyrolsulfonat (PSS) verwendet, die Kombination wird mit PEDOT:PSS abgekürzt. Dotiertes Polyethin (auch Polyacetylen, PAC) ist das am längsten bekannte leitfähige Polymer, spielt jedoch keine große Rolle mehr. Es wurde unter anderem von Polyanilin (PAni) verdrängt, das ohne Zusätze leitfähig ist und in der Industrie Verwendung findet.
Polyparaphenylen (PPP) wird in Feldeffekttransistoren und blauen Leuchtdioden eingesetzt. Polypyrrol (PPy) wird für Batterien verwendet und hat eine besondere Bedeutung für die Mikrobiologie und Sensorik. Dotiertes Polythiophen (PT) wird für elektronische Bauteile verwendet, unter anderem auch für organische Leuchtdioden. Durch Ändern der angelegten Spannung kann die Leuchtfarbe verändert werden.

## Anwendungsmöglichkeiten
Als wiederaufladbare Batterie wären selbstleitende Polymere wegen ihrer geringen Dichte interessant. Allerdings ist bisher die Stabilität der Materialien hinsichtlich der Oxidation/Reduktion zu gering, um eine akzeptable Anzahl von Ladezyklen zu gewährleisten. Diese Problematik betrifft in gleicher Weise den Einsatz als Display oder sogenanntes „smart window“. Letzteres bezeichnet eine Fensterscheibe, deren Tönungsfarbe und Transparenz durch das Anlegen einer Spannung verändert werden kann. Beispielsweise sind dünne Filme aus Polypyrrol im oxidierten Zustand braun bis schwarz und im reduzierten Zustand gelb bis grün. Die Spannung muss hierbei nur zur Änderung des Oxidationszustandes angelegt werden.
Säuren, Basen, oxidierende und reduzierende Substanzen, Anionen, Kationen, anorganische und organische Gase können die elektrische Leitfähigkeit selbstleitender Polymere beeinflussen. Dies legt eine Anwendung als Sensorsystem (Chemiresistor) nahe. Das große Manko hierbei ist bisher die fehlende Selektivität. Eine quantitative Bestimmung einzelner, isoliert vorliegender Substanzen ist zwar möglich, das Ziel einer technischen Anwendung ist aber die quantitative Analyse aus Stoffgemischen.
| Anwendung                                   | genutzter Effekt          |
| ------------------------------------------- | ------------------------- |
| Wiederaufladbare Batterie                   | Redox-Prozess             |
| Display, „smart window“                     | Elektrochromie            |
| Kathode in Elektrolytkondensatoren          | elektrische Leitfähigkeit |
| Durchkontaktierung von Leiterplatinen       | elektrische Leitfähigkeit |
| Sensorik                                    | elektrische Leitfähigkeit |
| Verpackungsfolie für elektronische Bauteile | elektrische Leitfähigkeit |